# Johan Alfred Rinell
J.A. Rinell, Johan Alfred Rinell, ursprungligen Johansson, född 27 november 1866 i Rinna socken i Östergötland, död 3 juli 1941 i Tsingtao i Kina, var en svensk missionär utsänd av Svenska Baptistsamfundet.

## Biografi
J.A. Rinell avlade examen vid Betelseminariet 1891 och under studieperioden hade han inspirerats till missionskallelsen bland annat av den brittiska missionspionjären Hudson Taylor.
Efter en kort period som pastor i Fredrikshald i Norge, där han ingick äktenskap med Hedvig Jansson, reste paret 1894 till Kina där de kom att verka i missionsarbete under hela sitt liv i bland annat Tsingtao och Jiaozhou. J.A. Rinells livsgärning kan sägas utgöra en av de mest legendariska svenska missionsinsatserna. Han levde över 55 år i Kina där han avled 1941 och begravdes i Tsingtao. En minnessten restes med en text om hans insatser i Kina inom församlingsgrundande, välgörenhet samt grundande av ett sjukhus och en skola i Rui Hua.
J.A. Rinell skrev ett flertal böcker med missionstema samt en bok om boxarupproret, Boxare-upproret och förföljelserna mot de kristna i Kina 1900-1901.